# Derrota de Leonato por Antífilo
La derrota de Leonato por Antífilo aconteció durante la guerra lamiaca, en el 322 a. C., que enfrentó a la liga de rebeldes griegos al Reino de Macedonia. Leonato, el sátrapa macedonio de Frigia, había acudido en socorro de regente Antípatro, al que los griegos rebeldes asediaban en Lamía, pero estos lo derrotaron.

## Antecedentes
Los griegos abandonaron el cerco de Lamía al enterarse del avance de Leonato, despacharon el bagaje y a los civiles a Melitea y se apresuraron a marchar contra el sátrapa antes de que pudiese unir fuerzas con Antípatro. Los dos bandos contaban con fuerzas parejas, si bien los griegos gozaban de ventaja en caballería y por tanto en movilidad: tenían tres mil quinientos jinetes, entre ellos dos mil tesalios selectos al mando de Menón, mientras que los macedonios solamente contaban con mil quinientos.
El lugar de la batalla es desconocido, pero el historiador y traductor clásico John C. Yardley creía que sucedió cerca de Melitea, al norte de Lamía. Su colega, N. G. L. Hammond, se limitaba a afirma que fue en la «planicie abierta de Tesalia». Por último, H. D. Westlake afirmaba que fue al sur de Pelasgiótide.

## Batalla
El historiador estadounidense Fred Eugene Ray especulaba que el ejército macedónico podía componerse de 9000 pecétairoy, 6000 hoplitas griegos y 5000 infantes ligeros, estos últimos una mezcla de peltastas, arqueros y honderos, muchos de ellos frigios. Su caballería pudo contar con dos escuadrones (800 jinetes) hetairoi y el resto jinetes ligeros armados con jabalinas. En cuanto a la infantería rebelde griega, la descompone en 16 000 a 18 000 hoplitas y el resto infantes ligeros.
La falange se impuso al comienzo de la batalla, pero la caballería tesalia venció a la macedonia e hirió mortalmente a Leonato, que tuvo que ser retirado del campo de batalla. Privada de la protección de la caballería, la falange macedonia se retiró de la llanura a terreno más áspero donde no pudiese perseguirla la caballería enemiga.

## Consecuencias
Antípatro llegó al lugar al día siguiente y unió sus fuerzas a las del derrotado Leonato. Optó por evitar plantar cara al enemigo dada la superioridad que este tenía en caballería y se retiró por lo quebrado para evitarla. Los victoriosos griegos no atacaron, se quedaron en Tesalia vigilando a sus enemigos.

### Antigua
- Diodoro Sículo. Biblioteca histórica. Libro XVIII. Visualización en UChicago, basada en traducción griego-inglés por Russel M. Geer, Loeb Classical Library, volumen 9, 1947.

### Moderna
- Hammond, Nicholas Geoffrey Lemprière; Walbank, Frank William (1972). A History of Macedonia: 336-167 B.C. (en inglés) III. Oxford: Clarendon Press.
- Ray, Fred Eugene (2012). Greek and Macedonian Land Battles of the 4th Century B.C (en inglés). Jefferson: McFarland & Company. ISBN 9780786469734.
- Westlake, H. D. (1935). Thessaly in the Fourth Century BC (en inglés). Londres: Methuen.
- Yardley, John C.; Wheatley, Pat; Heckel, Waldemar (2011). Justin: Epitome of the Philippic History of Pompeius Trogus, books 13-15: the Successors to Alexander the Great (en inglés) II. Oxford: Oxford University Press. ISBN 978-0-19-927759-9.